# Amir Taheri
Amir Taheri (né le 9 juin 1942 à Ahvaz) est un journaliste iranien basé en Europe, qui écrit essentiellement à propos du Moyen-Orient et sur le terrorisme islamiste. Il est membre de Benador Associates, une firme de relations publiques dont les clients sont principalement néo-conservateurs. Taheri est aussi un collaborateur fréquent de la revue Politique internationale, dirigée par Patrick Wajsman.

## Carrière
Amir Taheri a été rédacteur en chef du quotidien Kayhan de Téhéran de 1972 à 1979, sous le régime du Chah Mohammad Reza Pahlavi. En 1989, il publie Nest of Spies à propos de la chute du régime du Chah et de la Révolution iranienne. Mais le chercheur Shaul Bakhash, professeur d'histoire à George Mason University et ancien fellow à l'Institute for Advanced Study de l'université de Princeton, l'accuse dans The New Republic d'avoir cité des sources non-existantes et, lorsque celles-ci étaient véritables, de les avoir déformées. En 2005, Taheri prétend dans une colonne du New York Post que l'ambassadeur iranien à l'ONU, Javad Zarif, avait participé alors qu'il était encore étudiant à la prise d'otages de 1979 à l'ambassade américaine à Téhéran — information démentie à son tour par le professeur Dwight Simpson, enseignant à la San Francisco State University. Celui-ci déclare en effet qu'à cette époque, Javad Zarif était son assistant à San Francisco. Le New York Post n'a pas jugé utile de publier le démenti de Dwight Simpson.
Le 19 mai 2006, le journal canadien National Post publie deux informations, l'une de Taheri qui affirme, à tort, que le Parlement iranien est en passe de voter une loi qui « envisage des codes vestimentaires pour les minorités religieuses, chrétienne, juive et zoroastrienne, qui seront obligées d'adopter des couleurs les rendant publiquement identifiables ». Le National Post se rétracte quelques heures plus tard après la publication de l'article sur son site web, et blâme Taheri pour avoir diffusé une fausse information,. Le 24 mai, le National Post publie ses excuses. Taheri maintient sur son blog ses positions.
Taheri faisait partie des experts convoqués par George W. Bush à la Maison Blanche le 30 mai 2006 pour discuter de la situation en Irak.

## Source
- (en) Cet article est partiellement ou en totalité issu de l’article de Wikipédia en anglais intitulé « Amir Taheri » (voir la liste des auteurs).